# Калия и магния аспарагинат
Сюда перенаправляется запрос Аспаркам. Не следует путать с Аспартамом — пищевым подсластителем.
Калия и магния аспарагинат — лекарственное средство, источник ионов калия и магния, регулирующих метаболические процессы. Содержит также аспартат — переносчик этих ионов через клеточные мембраны. Применяется при нарушениях сердечного ритма, а также при стенокардии и для профилактики инсульта.

## Международное название
Potassium asparginat & magnesium asparginat

## Торговые названия
Калия и магния аспарагинат, Аспаркам, Аспангин, Панангин

## Лекарственная форма
Раствор для внутривенного введения, раствор для инфузий, раствор для инъекций, таблетки, таблетки, покрытые оболочкой.

## Фармакологическое действие
Источник K+ и Mg2+, регулирует метаболические процессы, способствует восстановлению электролитного баланса, оказывает антиаритмическое действие. K+ участвует как в проведении импульсов по нервным волокнам, так и в синаптической передаче, осуществлении мышечных сокращений, поддержании нормальной сердечной деятельности. Нарушение обмена K+ приводит к изменению возбудимости нервов и мышц. Активный ионный транспорт поддерживает высокий градиент K+ через плазменную мембрану. В малых дозах K+ расширяет коронарные артерии, в больших — суживает. Оказывает отрицательное хроно- и батмотропное действие, в высоких дозах — отрицательное ино- и дромотропное, а также умеренное диуретическое действие. Mg2+ является кофактором 300 ферментных реакций. Незаменимый элемент в процессах, обеспечивающих поступление и расходование энергии. Участвует в балансе электролитов, транспорте ионов, проницаемости мембран, нервно-мышечной возбудимости. Входит в структуру (пентозофосфатную) ДНК, участвует в синтезе РНК, аппарате наследственности, клеточном росте, в процессе деления клеток. Ограничивает и предупреждает чрезмерное высвобождение катехоламина при стрессе, возможны липолиз и высвобождение свободных жирных кислот. Является «физиологическим» БМКК. Способствует проникновению K+ в клетки. Аспарагинат способствует проникновению K+ и Mg2+ во внутриклеточное пространство, стимулирует межклеточный синтез фосфатов.
К слову, проведенное в 1985 году исследование доказало, что антиаритмическая активность содержащихся в препарате ионов способна значительным образом влиять на показатели электрокардиограммы пациентов с аритмией, полностью нормализуя сердечный ритм.

## Фармакокинетика
Абсорбция — высокая. Выводится почками.

## Показания
При гипокалиемии (понижение уровня калия в крови) для восполнения дефицита К+ и Mg2+ (в составе комплексной терапии), в том числе при ишемической болезни сердца (в том числе острый инфаркт миокарда), хроническая сердечная недостаточность, аритмия (в том числе на фоне передозировки сердечных гликозидов).
При приёме значительно снижается риск развития инсульта с летальным исходом.

## Противопоказания
Гиперчувствительность, острая и хроническая почечная недостаточность, гиперкалиемия, гипермагниемия, недостаточность коры надпочечников, AV блокада, олигурия, анурия, кардиогенный шок (артериальное давление менее 90 мм рт.ст), острый метаболический ацидоз, обезвоживание, гемолиз, тяжёлая миастения.

### С осторожностью
Гипофосфатемия, мочекаменный диатез (связанный с нарушением обмена Ca2+, Mg2+ и фосфата аммония), беременность, период лактации.

### Для парентерального введения (дополнительно)
Выраженная печёночная недостаточность, метаболический ацидоз, риск возникновения отёков, хроническая почечная недостаточность (в случае, если проведение регулярного контроля концентрации Mg2+ в сыворотке крови является невозможным — риск кумуляции).

## Режим дозирования
Внутрь, после еды, по 2 драже (таблетки) 3 раза в сутки; профилактическая и поддерживающая доза — по 1 драже 3 раза в сутки в течение 3-4 нед. При необходимости курс повторяют. Внутривенно медленно или капельно. Для внутривенного струйного медленного введения применяют раствор для инъекций: 10-20 мл раствора разводят в 5-10 мл 0,9%-го раствора NaCl или в том же объёме 5%-го раствора декстрозы; кратность назначения — 1-2 раза в сутки. Раствор для инфузий — по 300 мл 1-2 раза в сутки со скоростью 20-30 кап./мин. Для инфузий можно применять раствор в ампулах, предварительно разведя из расчета 10 мл раствора (1 ампула) на 100 мл 5%-го раствора декстрозы. 1 таблетка (175 мг магния аспарагината) содержит 14,5 мг биодоступного магния.

## Побочные эффекты
Гиперкалиемия (тошнота, рвота, диарея, парестезия) и гипермагниемия (гиперемия кожи лица, жажда, брадикардия, снижение артериального давления, мышечная слабость, усталость, парез, кома, арефлексия, угнетение дыхания, судороги); при парентеральном введении — AV-блокада, парадоксальная реакция (увеличение числа экстрасистол), флебит; при приёме внутрь — тошнота, рвота, диарея, боль в эпигастральной области (у пациентов с анацидным гастритом или холециститом).

### Передозировка

#### Симптомы
Гиперкалиемия и гипермагниемия.

#### Лечение
Внутривенно хлорид кальция; при необходимости — гемодиализ и перитонеальный диализ.

## Взаимодействие
Усиливает отрицательное дромо- и батмотропное действие антиаритмических лекарственных средств. Циклоспорин, калийсберегающие диуретики, гепарин, ингибиторы АПФ могут усилить риск развития гиперкалиемии. Фармацевтически совместим с растворами сердечных гликозидов (улучшает их переносимость).